# Пчелин (Софийская область)
Пчелин (болг. Пчелин) — село в Болгарии. Находится в Софийской области, входит в общину Костенец. Население составляет 262 человека (2022).

## Политическая ситуация
В местном кметстве Пчелин, в состав которого входит Пчелин, должность кмета (старосты) исполняет Йордан Георгиев Стефанов (Политическое движение социал-демократов (ПДСД)) по результатам выборов правления кметства.
Кмет (мэр) общины Костенец — Иво Димитров Тодоров (Граждане за европейское развитие Болгарии (ГЕРБ)) по результатам выборов в правление общины.